# Powiat Krapkowicki
Der Powiat Krapkowicki ist ein Powiat in der Woiwodschaft Opole (Oppeln) in Polen. Kreisstadt ist Krapkowice (Krappitz). Der Powiat hat eine Fläche von 442,35 km², auf der rund 67.000 Einwohner leben.

## Geografie
Der Powiat liegt zentral in der Woiwodschaft Opole und ist Teil der historischen Region Oberschlesien. Nachbarpowiate sind im Norden Opole, im Osten Strzelce Opolskie (Groß Strehlitz), im Süden Kędzierzyn-Koźle (Kandrzin-Cosel) sowie im Süden und Westen Prudnik (Neustadt O.S.).

## Städte und Gemeinden
Der Powiat umfasst fünf Gemeinden, davon vier Stadt- und Landgemeinden, deren gleichnamige Hauptorte das Stadtrecht besitzen, sowie eine Landgemeinde.
Einwohnerzahlen vom 31. Dezember 2020

### Stadt- und Landgemeinden
- Gogolin – 12.628
- Klein Strehlitz / Strzeleczki – 7341
- Krapkowice (Krappitz) – 22.337
- Zdzieszowice (Deschowitz, 1936–45: Odertal O.S.) – 15.516

### Landgemeinde
- Walzen / Walce – 5374

Die Gemeinden Klein Strehlitz und Walzen sind seit 2006 kraft Gemeinderatsbeschluss offiziell zweisprachig, da der deutsche Bevölkerungsanteil in diesen Gemeinden über 20 % liegt.

## Politik
Die Kreisverwaltung wird von einem Starosten geleitet. Derzeit ist dies Maciej Sonik.

### Kreistag
Der Kreistag besteht aus 17 Mitgliedern (bis 2024: 19), die von der Bevölkerung gewählt werden. Die turnusmäßige Wahl 2024 brachte folgendes Ergebnis:
- Wahlkomitee Maciej Sonik 30,3 % der Stimmen, 6 Sitze
- Wahlkomitee „Partnerschaft“ 27,0 % der Stimmen, 4 Sitze
- Schlesische Kommunalverwaltung (Deutsche Minderheit) 22,9 % der Stimmen, 4 Sitze
- Wahlkomitee „Wählerunion der Bürger“ 10,1 %, 2 Sitze
- Prawo i Sprawiedliwość (PiS) 9,7 % der Stimmen, 1 Sitz

Die turnusmäßige Wahl 2018 brachte folgendes Ergebnis:
- Wahlkomitee Maciej Sonik 36,5 % der Stimmen, 9 Sitze
- Wahlkomitee Deutsche Minderheit 33,6 % der Stimmen, 7 Sitze
- Wahlkomitee „Wählerunion der Bürger“ 12,7 %, 2 Sitze
- Prawo i Sprawiedliwość (PiS) 9,6 % der Stimmen, 1 Sitz
- Wahlkomitee „Zusammen für die Bürger“ 7,7 % der Stimmen, kein Sitz